# کلرید نیکل (II)
کلرید نیکل (II) (به انگلیسی: Nickel(II) chloride) با فرمول شیمیایی NiCl2 یک ترکیب شیمیایی با شناسه پاب‌کم 24385 است. که جرم مولی آن 129.5994 g/mol (anhydrous) 237.69 g/mol (hexahydrate) می‌باشد. شکل ظاهری این ترکیب، بلورهای سبز-زرد آب شونده است.